# Euxenister asperatus
Euxenister asperatus är en skalbaggsart som beskrevs av August Reichensperger 1923. Euxenister asperatus ingår i släktet Euxenister och familjen stumpbaggar. Inga underarter finns listade i Catalogue of Life.